# Kino Pionier 1907

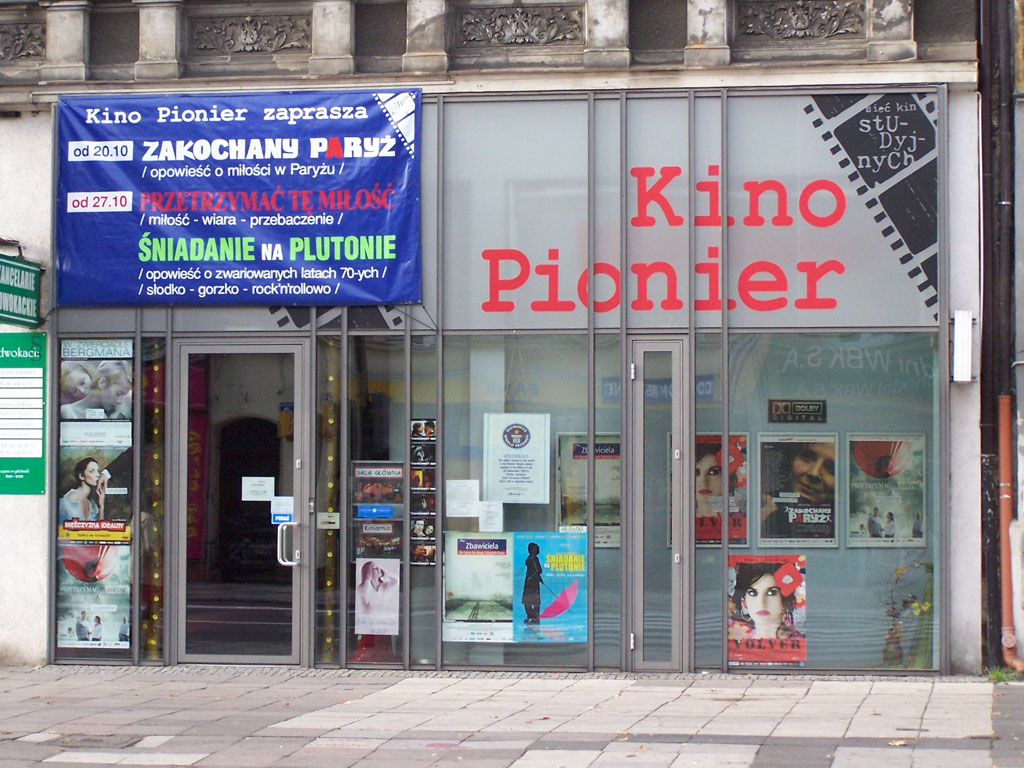
Kino Pionier, Stettin

Das Kino Pionier 1907 (alter Name bis vor wenigen Jahren: Kino Pionier 1909) ist ein Kino in der Innenstadt von Stettin. Im Guinness-Buch der Rekorde von 2005 war es als ältestes, heute noch bespieltes Kino der Welt eingetragen. Das Kino liegt in der al. Wojska Polskiego 2. Die deutsche Adresse lautete Falkenwalder Straße 2 (138, 212).

## Geschichte
Das Kino Pionier 1909 wurde, anders als der Name besagte und als im Guinness-Buch der Rekorde dargestellt, bereits 1907
eröffnet; deswegen wurde es vor einigen Jahren umbenannt in Kino Pionier 1907. Der damalige Name des Filmtheaters lautete Helios Welt-Kino-Theater.
Die Geschichte des Kinos begann, als Otto Blauert im Erdgeschoss des Gebäudes Falkenwalder Str. 138, an der Ecke Hohenzollernstraße ein Lichtspieltheater eröffnete. Das genaue Datum der Eröffnung des Kinos ist nicht bekannt, es war jedoch vor dem Spätherbst 1907. Zwei Jahre später verkaufte Blauert das Kino an Albert Pitzke.
Aufgrund der Explosionen, die im ersten Jahrzehnt des 20. Jahrhunderts häufig an Vorführapparaten auftraten, wurden eine Reihe von Bestimmungen zur Verbesserung der Sicherheit der Zuschauer erlassen. Kinosäle und -einrichtungen wurden regelmäßig durch die Baupolizei kontrolliert. In Pitzkes „Welt-Theater“ fand am 22. Mai 1909 eine solche unangekündigte Inspektion der Baupolizei statt, die einige Mängel feststellte. Der Eigentümer wurde verpflichtet, diese in kürzest möglicher Zeit zu beseitigen. Pitzke stellte bei dieser Gelegenheit den Antrag, das Kino zu vergrößern. Am 2. September 1909 wurde die Erlaubnis von der Baupolizei erteilt. Schon am 8. Oktober 1909 konnten dem Publikum 185 nummerierte Sitzplätze angeboten werden. 1913 wurden 10 weitere Plätze bereitgestellt. Als Albert Pitzke im Ersten Weltkrieg durch die Explosion einer Granate tödlich verwundet wurde, führte seine Witwe Hedwig Pitzke die Geschäfte weiter.
Am 5. Juli 1945 übergab die sowjetische Besatzungsmacht Stettin an den polnischen Staat, der die Stadt mit polnischen Bürgern neu besiedelte, die die dort verbliebenen Einrichtungen übernahmen. Von Dezember 1945 bis Dezember 1950 wurde das – nunmehr polnische – Kino unter dem Namen „Odra“ betrieben. Der Dichter Konstanty Ildefons Gałczyński beschrieb es in seinem Gedicht „Kleines Kino“ (1947) als das beste kleine Kino, in dem man alles vergessen kann.
Das Kino Pionier verfügt über zwei Kinosäle. Eine Besonderheit ist die „Kiniarnia“ (abgeleitet von polnisch kino und kawiarnia, d. h. Café), wo man sich an Cafetischen Filme in Kaffeehausstimmung anschauen kann. Bei einer grundlegenden Renovierung im Jahre 2002 wurden die Säle mit moderner Technik ausgestattet, das Kino hat jedoch wieder seinen alten Charakter zurückgewonnen. Heute werden im Kino Pionier neuere internationale Filme mit Anspruch gezeigt.

## Kontroverse um den Titel „Ältestes Kino der Welt“
Der Eintrag von 2005 im Guinness-Buch der Rekorde lautete: Das älteste Kino der Welt ist das Kino Pionier, das als Helios Kino am 26. September 1909 in Stettin, Deutschland (heute Szczecin in Polen) eröffnet wurde und immer noch betrieben wird.
2008 wurde das dänische Korsør Biograf Teater als ältestes Kino (Oldest purpose-built cinema in operation) in das Guinness-Buch der Rekorde eingetragen. Seit 2021 trägt das Eden-Théâtre in La Ciotat diesen Titel.